# St. Jakobus der Ältere (Enchenreuth)

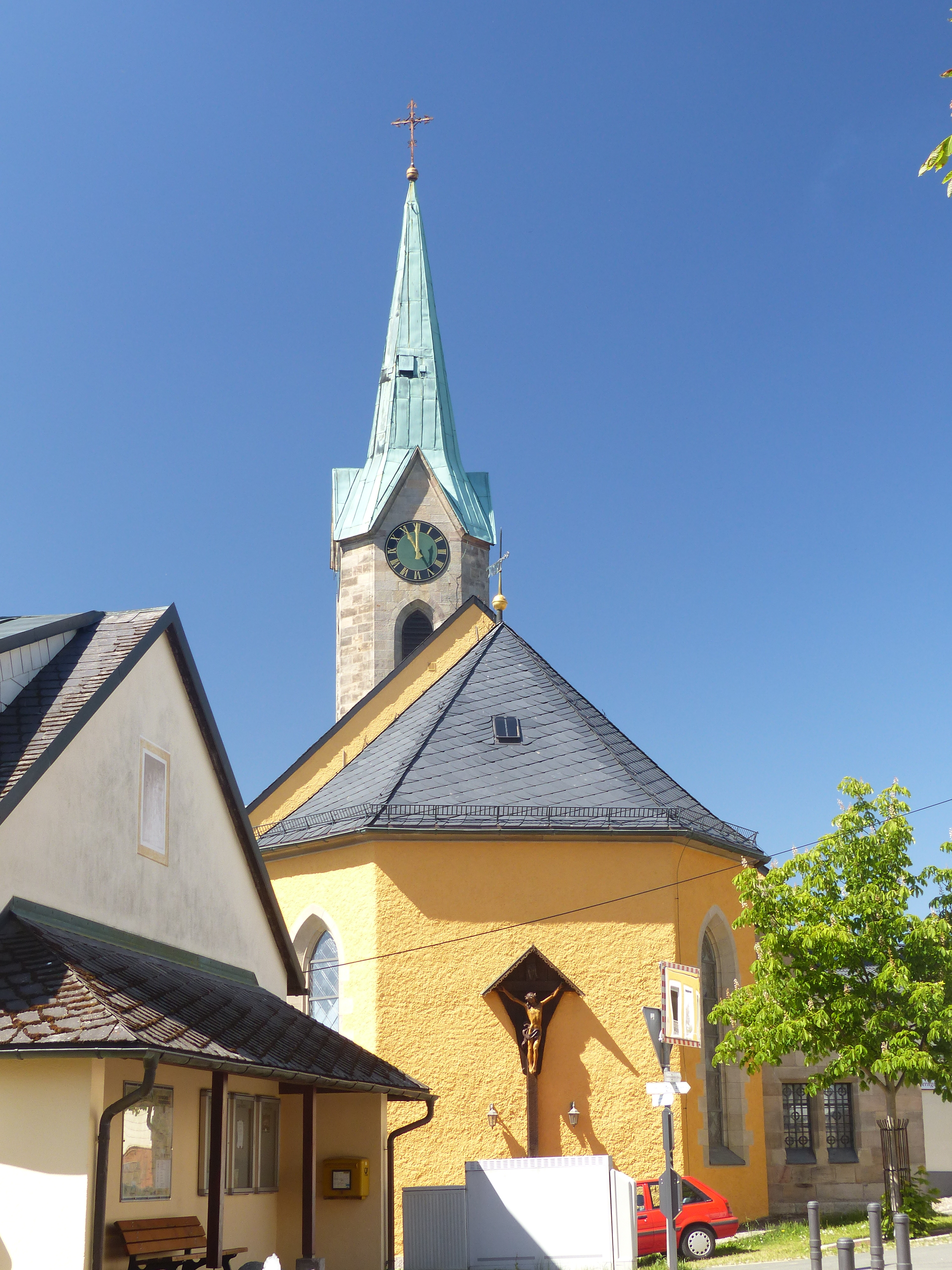
Ostansicht der Kirche

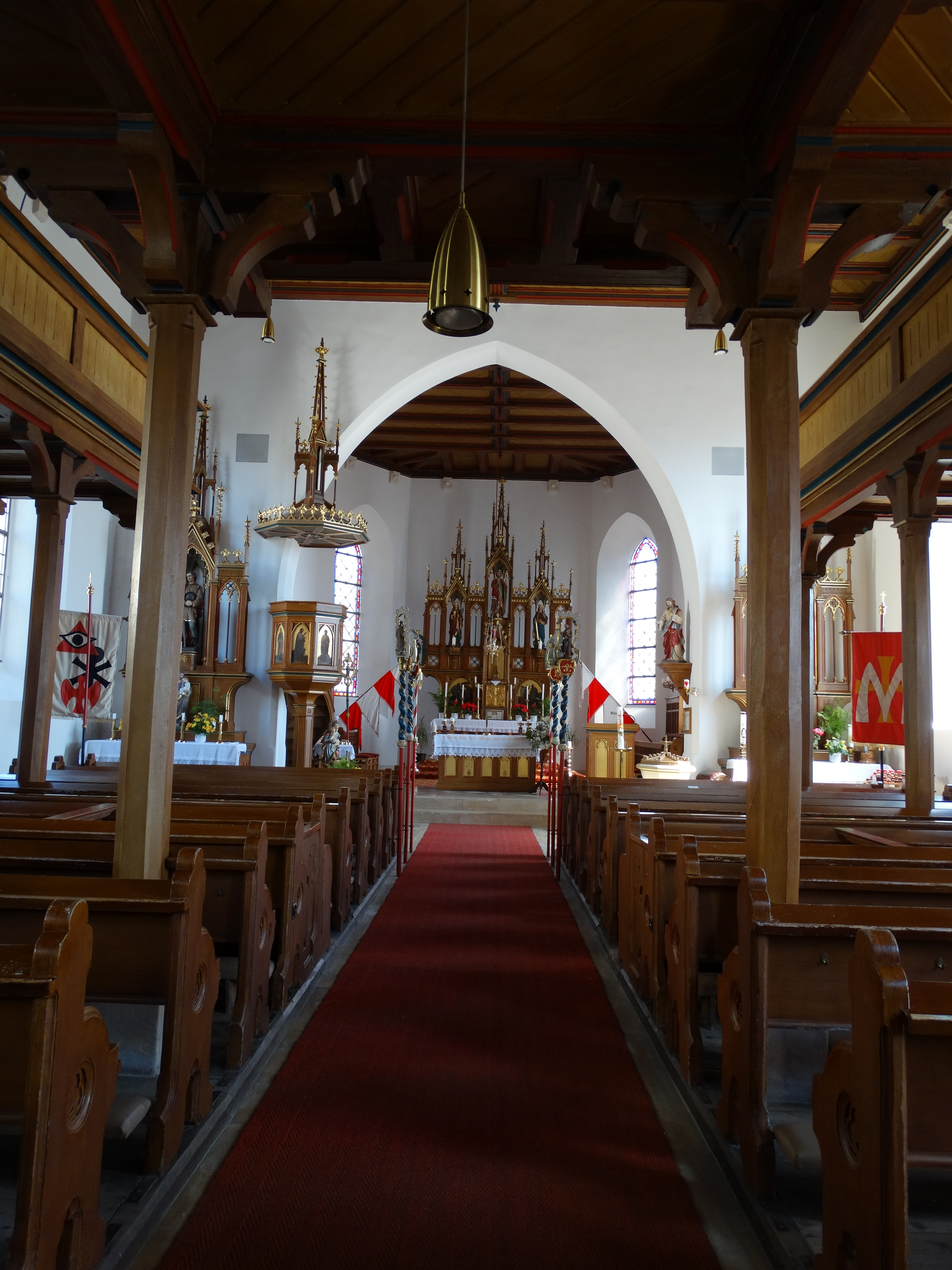
St. Jakobus der Ältere Enchenreuth, Kirchenschiff

St. Jakobus der Ältere ist die katholische Kirche des Ortsteils Enchenreuth in der Stadt Helmbrechts im Landkreis Hof. Sie gehört zum Dekanat Hof des Erzbistums Bamberg im bayerischen Vogtland.

## Geschichte
Die Siedlung Enchenreuth wurde im 12. Jahrhundert gegründet, 1353 wurde sie zum Markt erhoben. Die dort erbaute Kirche war eine Filiale des Ortes Presseck. Während Presseck, Grafengehaig und Helmbrechts zur Zeit der Reformation lutherisch wurden, blieb Enchenreuth katholisch. 1553 trennte sich Enchenreuth von seiner bisherigen Pfarrkirche in Presseck und wurde eine eigenständige Pfarrei. Der erste eigene Pfarrer von Enchenreuth war Johann Thüssel, der von 1553 bis 1581 sein Amt ausübte. Fürstbischof Weigand von Bamberg setzte einen eigenen Vogt mit erzbischöflichem Halsgericht in Enchenreuth ein. 1635, zur Zeit des Dreißigjährigen Kriegs, brannte die Kirche ab. Aufgrund großer Armut wurde erst 1648 eine neue Kirche erbaut.
Pfarrer Johann Eschbaumer ließ 1784 die zu klein gewordene Kirche und den Pfarrhof neu erbauen. Von diesem Kirchbau, der in der Nacht des 30. Mai 1883 mit einem Großteil des Ortes Enchenreuth ein Raub der Flammen wurde, ist nur bekannt, dass er im barocken Stil erbaut gewesen sein sollte und einen 38 Meter hohen Zwiebelturm mit fünf Glocken hatte. Die heutige Kirche entstand im neugotischen Stil und wurde am 27. September 1885 eingeweiht. 2018 gehörten etwa 700 Katholiken zur Pfarrei Enchenreuth. 

## Ausstattung

### Altäre und Figuren
Der Kirchenpatron St. Jakobus ist oben im Hochaltar dargestellt. Links und rechts darunter befinden sich die heilige Barbara und Katharina. Zwei Bilder am Fuß des Hochaltars zeigen den Stammvater Abraham und den Hohenpriester und König von Salem, Melchisedech. Die beiden Seitenaltäre sind der Gottesmutter und dem heiligen Wendelin geweiht.

### Prozessionsstangen
Die Zunftstäbe, auch die Stangenheiligen genannt, sind ein Kleinod und eine Rarität. Sie zeigen den heiligen Markus, den Schutzpatron der Maurer, den heiligen Crispin als Patron der Gerber und Sattler, den heiligen Josef als Patron der Zimmerleute und Schreiner, den heiligen Nikolaus von Myra als Patron der Weber und Tuchmacher, der Bäcker und Schiffsleute, den heiligen Wendelin, Patron der Landwirte und Beschützer der Tiere sowie den heiligen Rochus aus Montpellier in Frankreich als Patron gegen ansteckende Krankheiten. Der siebte Stab, der später angefertigt wurde, zeigt den Kirchenpatron, den heiligen Jakobus den Älteren, der als Patron der Feldfrüchte verehrt wird.

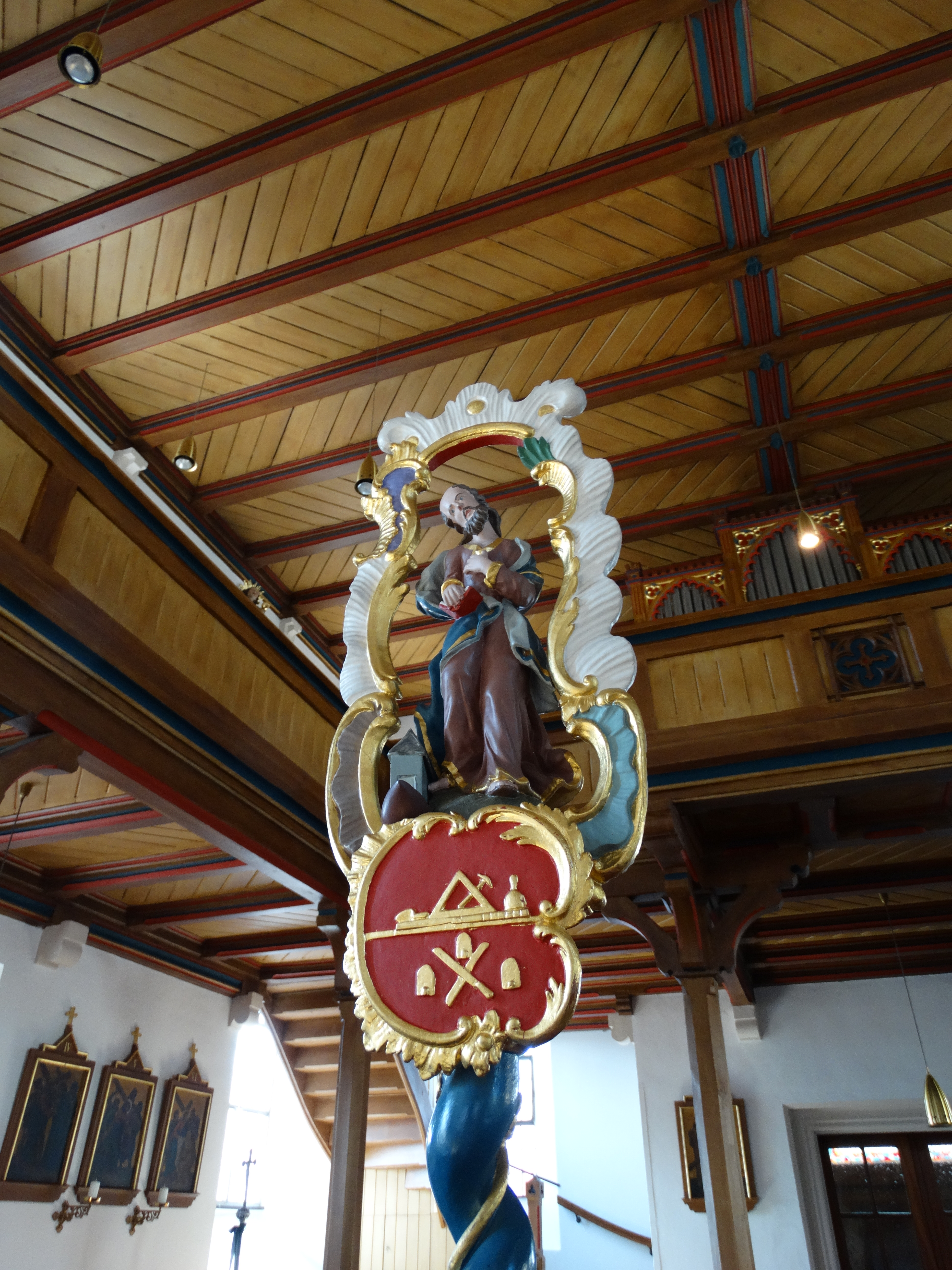
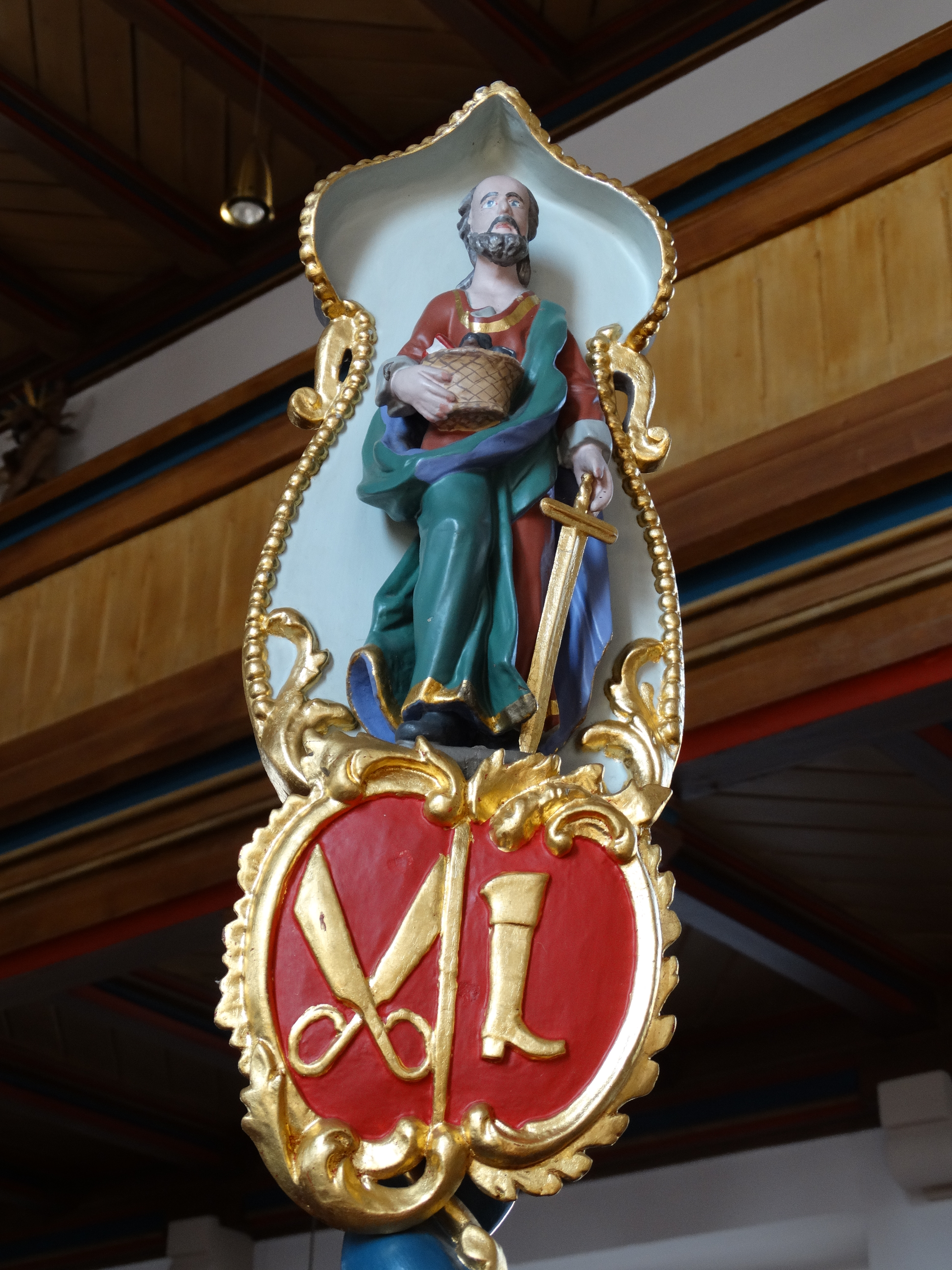
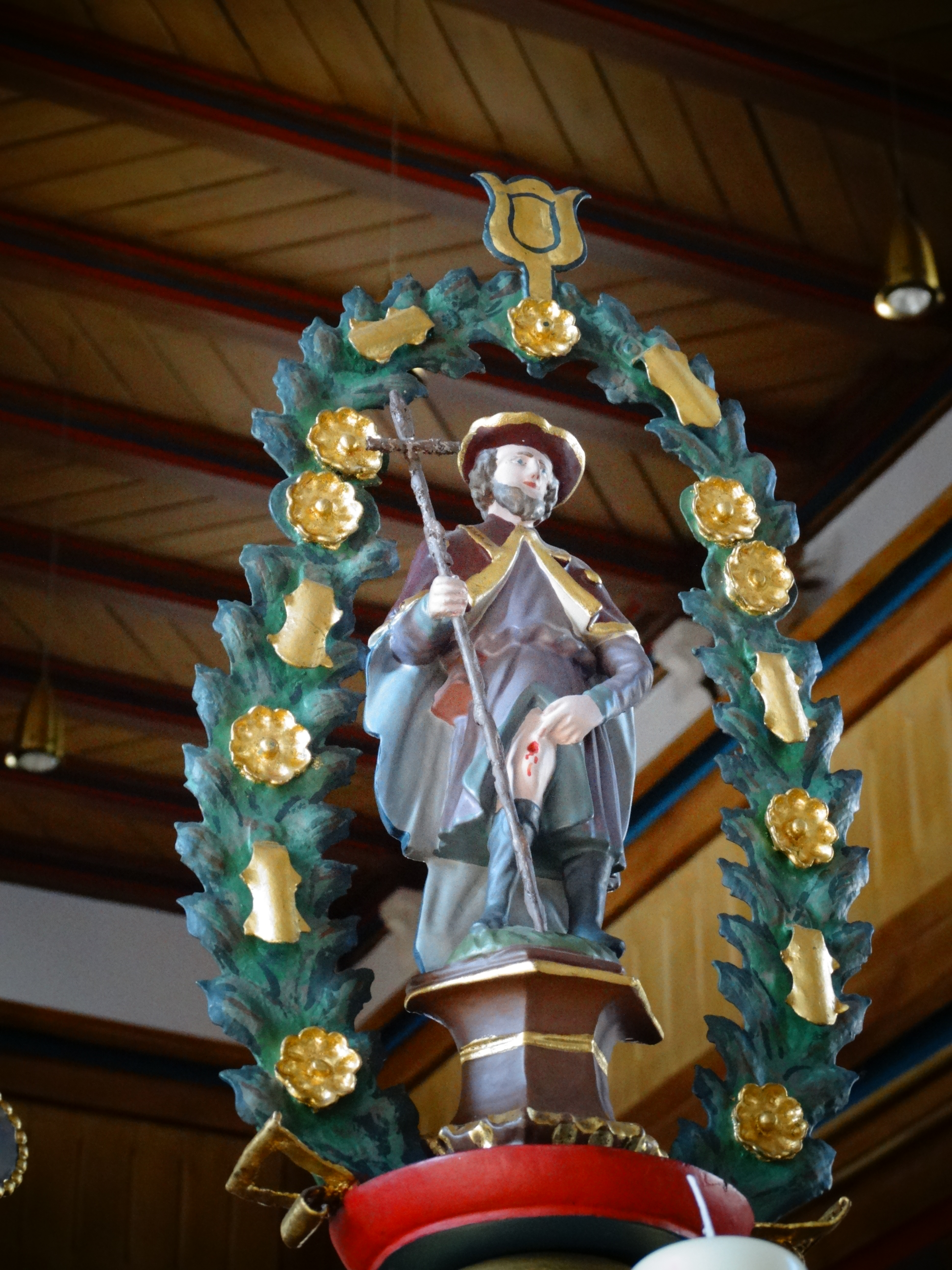
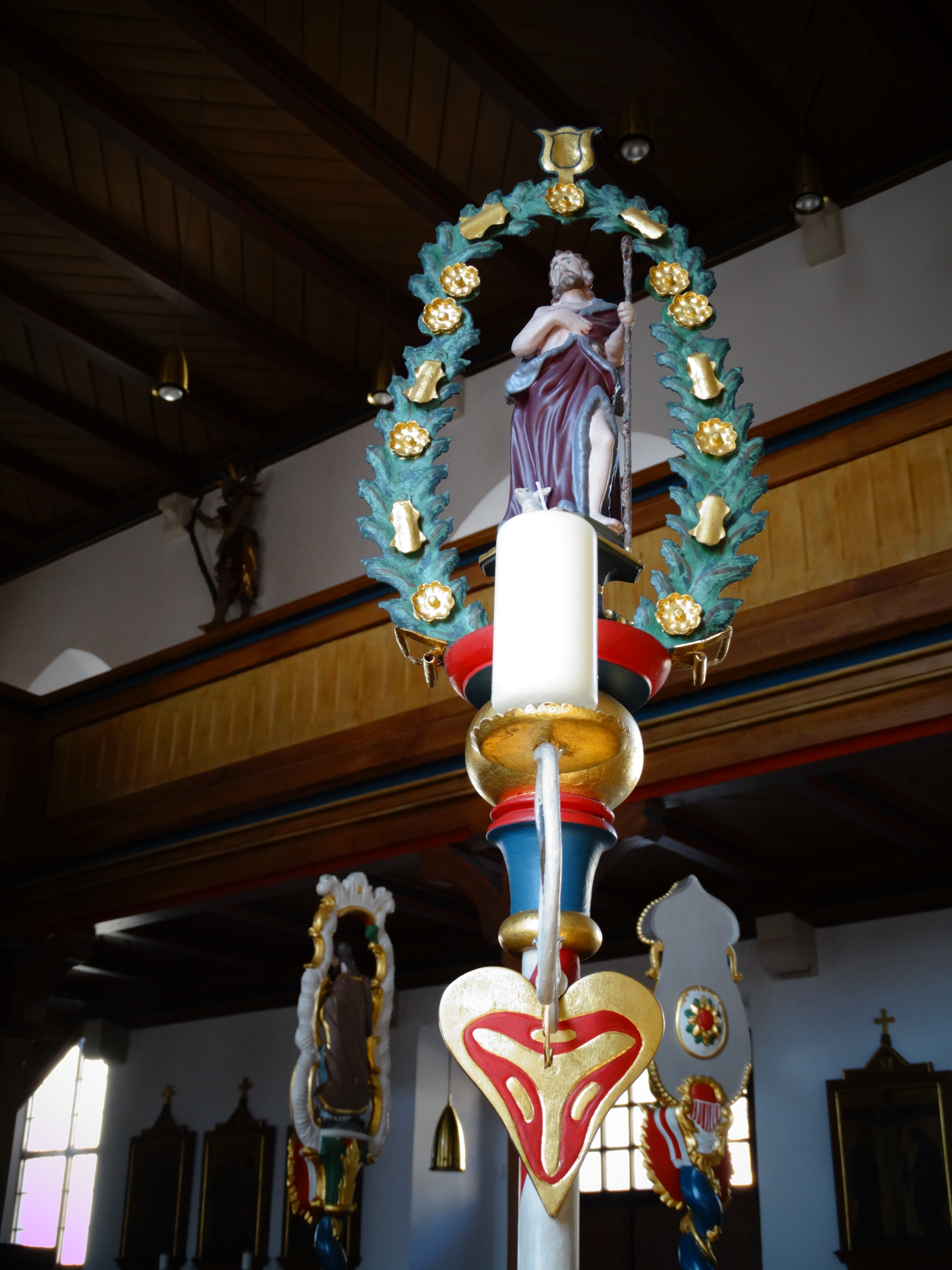
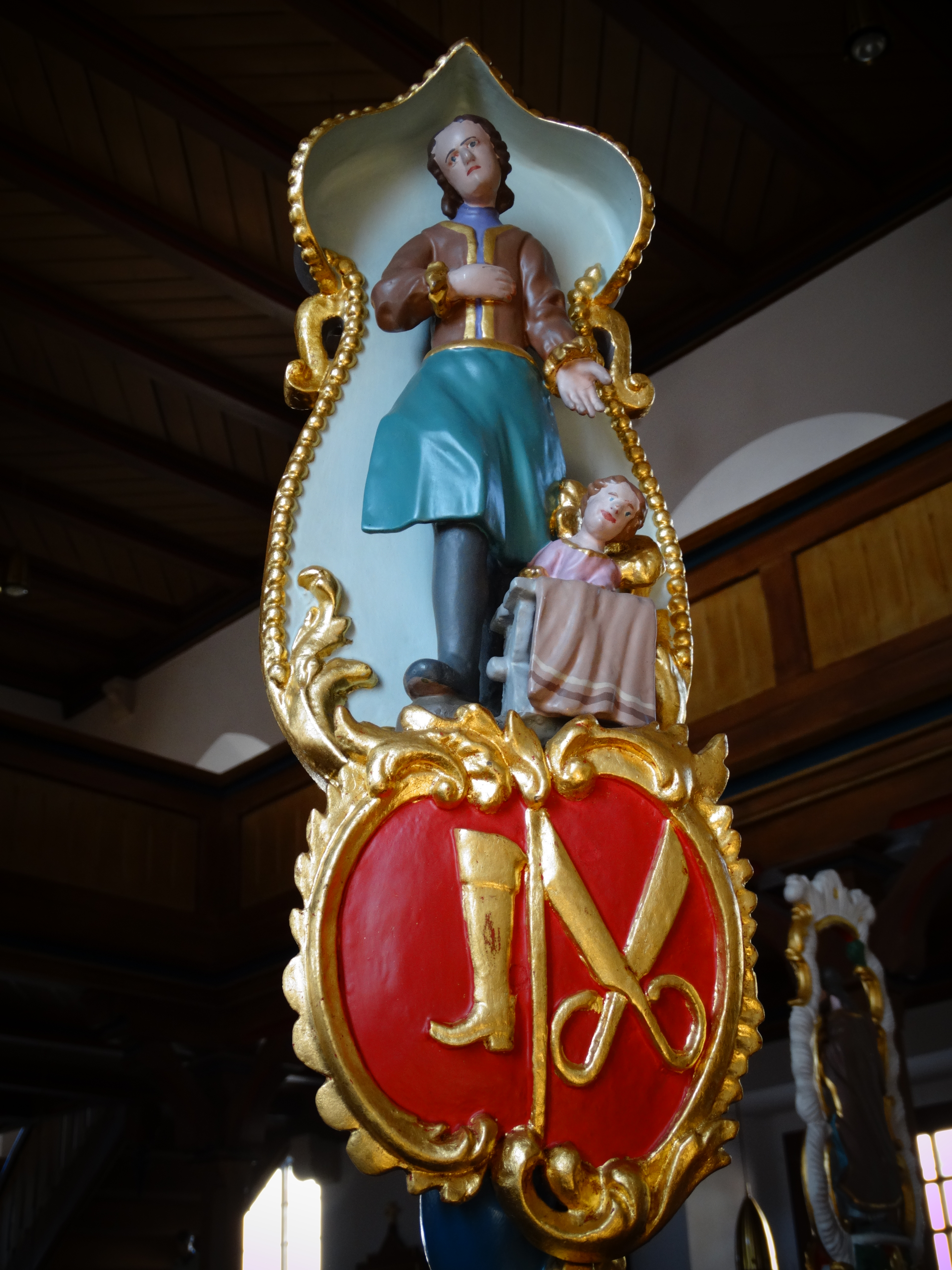
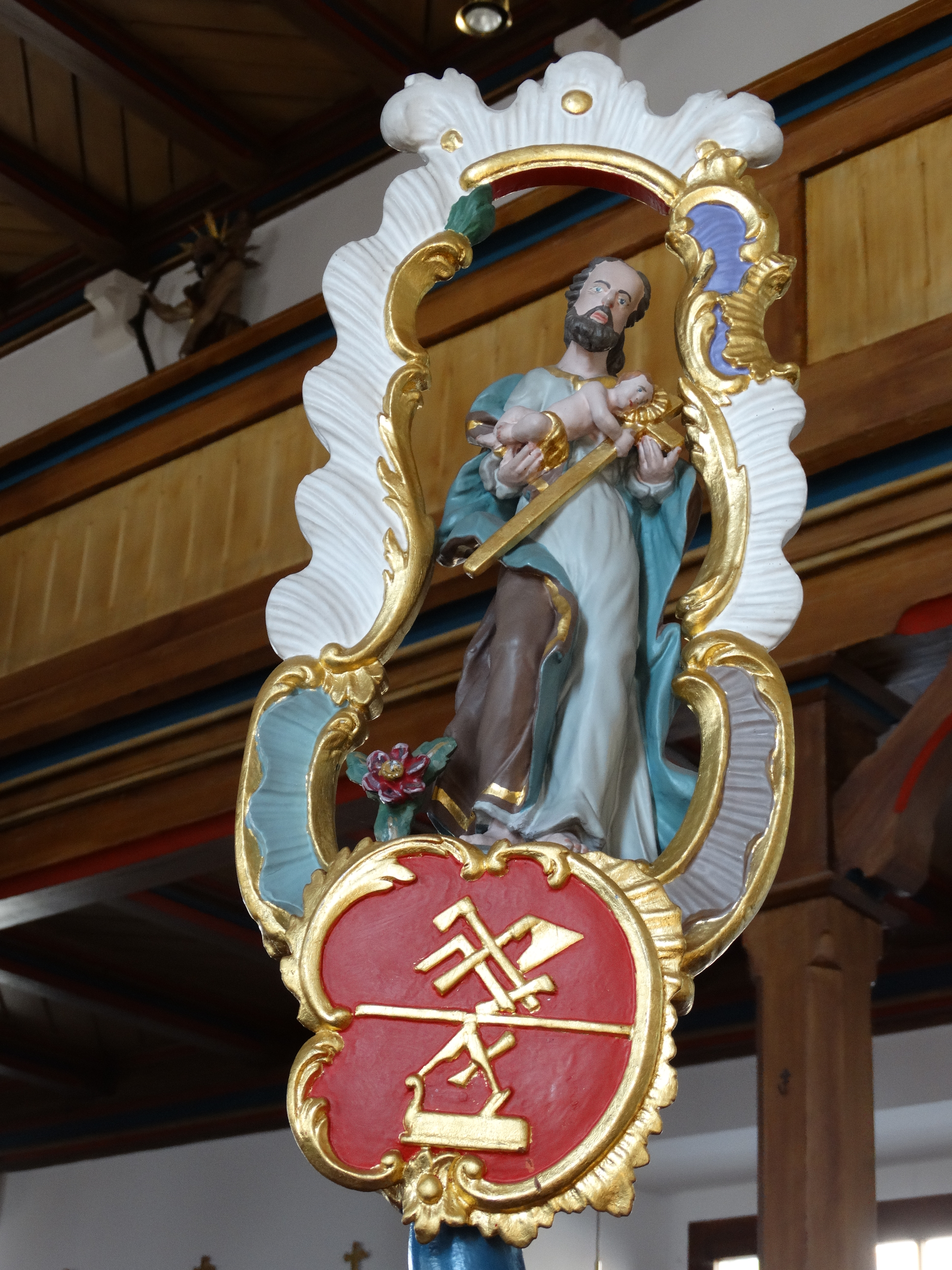

### Orgel

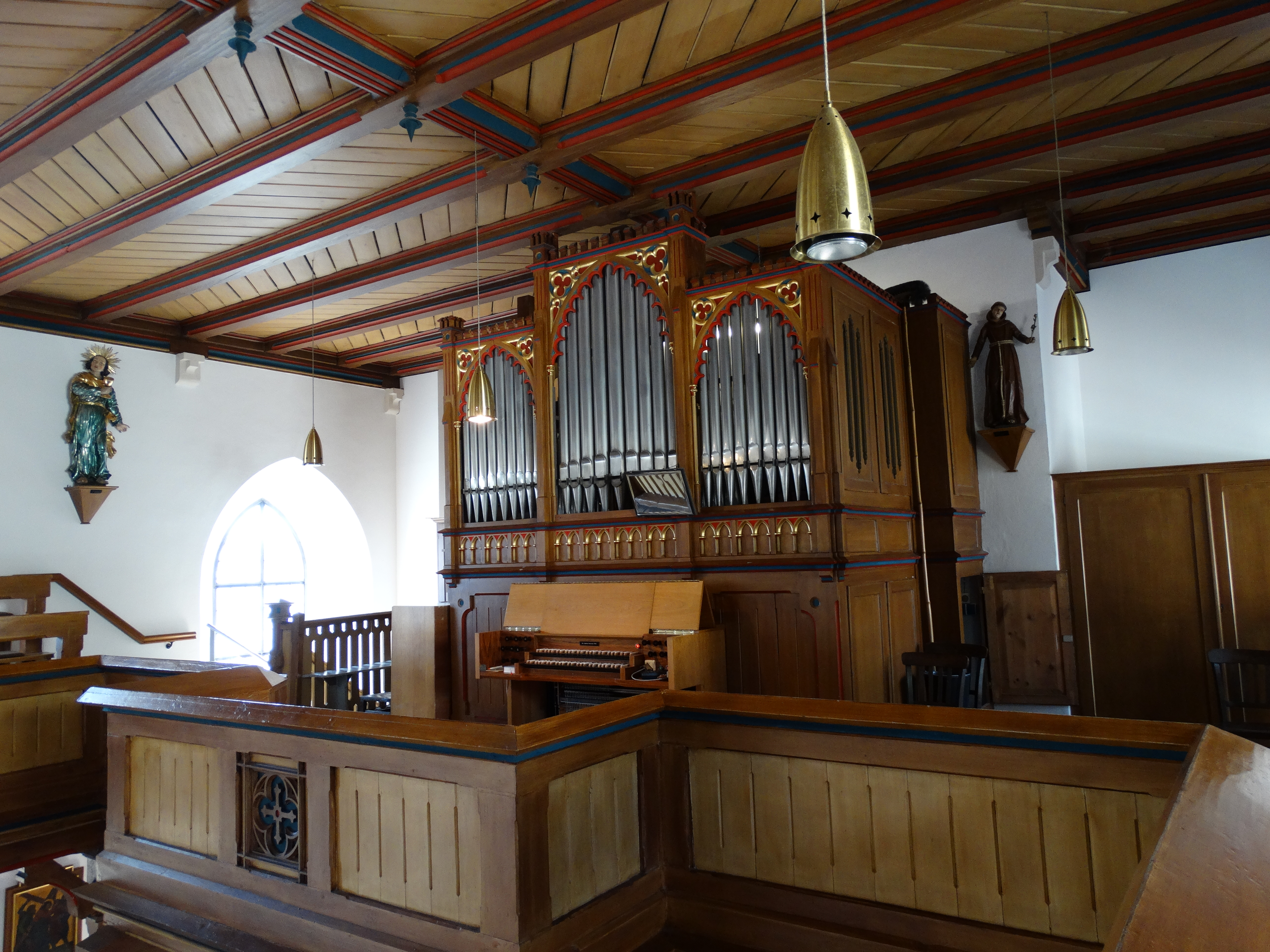
Blick zur Orgel

Die Orgel wurde mit der neuen Kirche um 1885 von der Firma Johann Wolf & Sohn aus Bayreuth erbaut. Firma Hey Orgelbau erneuerte die Orgel im Jahr 1975 und Firma Orgelbau Hörl renovierte sie 2008. Das neogotische Orgelgehäuse von Wolf blieb erhalten. Das Instrument verfügt über 13 Register, die auf zwei Manuale und Pedal verteilt sind. Die Disposition lautet wie folgt:
| I Hauptwerk C–f3 |       |
| Bourdon          | 16′   |
| Prinzipal        | 8′    |
| Gedeckt          | 8′    |
| Oktav            | 4′    |
| Waldflöte        | 2′    |
| Mixtur IV        | 2 ⁄3′ |

| II Nebenwerk C–f3 |       |
| Rohrflöte         | 8′    |
| Spillflöte        | 4′    |
| Nasard            | 2 ⁄3' |
| Prinzipal         | 2′    |
| Zimbel III        | 1⁄2′  |
| Tremulant         |       |

| Pedalwerk C–d1 |     |
| Subbaß         | 16′ |
| Choralbaß      | 4′  |

- Koppeln: II/I, I/P, II/P

### Glocken
Im Turm, der 36 Meter hoch ist, befinden sich vier Glocken. Die größte von ihnen ist dem Patron der Kirche, dem Hl. Jakobus geweiht, dann folgen St. Katharina, St. Johannes und St. Barbara als Glockenpatrone. Die Tonhöhen der vier Glocken sind Fis, A, H und Cis.

## Priester der Pfarrei Enchenreuth
Seit 1553 wirkten 55 Pfarrer in Enchenreuth. Fünf Söhne der Pfarrei wurden zu Priestern geweiht: 
- Pfarrer Götz von Löwenrath 1690, sein Primizkelch ist noch in der Pfarrei erhalten,
- Pfarrer Andreas Gareis 1870,
- Pfarrer Johann Schmitt 1875,
- Monsignore Rüdiger Feulner 1995, Päpstlicher Legationsrat in der Apostolischen Nuntiatur bei der Europäischen Union in Brüssel und
- Pfarrer Günter Seel 1996.

Aufgrund des Priestermangels wurde die Pfarrei Enchenreuth 1994 unter die Administration des Pfarrers in Helmbrechts gestellt. 2006 wurde mit Enchenreuth, Helmbrechts, Münchberg und Sparneck der Pfarreienverbund Sankt Heinrich gegründet. Nach dem Tod des leitenden Pfarrers Alexander Brehm 2018 übernahmen die Patres der Basilika Marienweiher die seelsorgliche Betreuung. 

## Traditionen
Am Fronleichnamstag und dem darauffolgenden Sonntag wird in zwei feierlichen Prozessionen das Allerheiligste und die Heilige Familie durch die Ortschaft und durch die Flur getragen. In vier Kapellen werden dabei die vorgesehenen Evangelien vorgetragen. 
Im September findet eine eintägige Wallfahrt zur Basilika Marienweiher statt. Diese Wallfahrt geht auf das Jahr 1603 und einem Gelübde nach ausgebrochener Pest zurück. Sie ist eine der ältesten Wallfahrten im Erzbistum Bamberg.